# Бочковиці (Свентокшиське воєводство)
Бочковиці (пол. Boczkowice) — село в Польщі, у гміні Влощова Влощовського повіту Свентокшиського воєводства.
Населення — 214 осіб (2011).
У 1975—1998 роках село належало до Келецького воєводства.

## Демографія
Демографічна структура на день 31 березня 2011 року:
|          | Загалом | Допрацездатний вік | Працездатний вік | Постпрацездатний вік |
| -------- | ------- | ------------------ | ---------------- | -------------------- |
| Чоловіки | 119     | 23                 | 81               | 15                   |
| Жінки    | 95      | 11                 | 57               | 27                   |
| Разом    | 214     | 34                 | 138              | 42                   |